# Lui-Sin
En la mitología china, Lui-Sin(en chino, 雷神; pinyin, léishén; literalmente, ‘dios del trueno’)  o Leigong(en chino, 雷公; pinyin, léigōng; Wade-Giles, lei2 kung1; literalmente, ‘dios del trueno’) es el nombre que recibe una divinidad, especie de Zeus de los griegos, que preside el trueno y del rayo.
Se le personifica en una figura monstruosa que aparece rasgando las nubes, con pico de águila, símbolo del poder del rayo, cuya velocidad se expresa representando al dios con alas. En ocasiones, estas alas suelen ir unidas al eje de una rueda, sobre la que gira el dios entre nubes.
Su mano derecha va armada de un rayo y en la izquierda lleva una varilla, para con ella percutir en los timbales como señal del trueno.